# Nevsun Resources
Nevsun Resources ist ein kanadischer Bergbaukonzern. 
Nevsun Resources wurde 1965 als Explorationsgesellschaft gegründet, doch erst Mitte der 1990er begann das Unternehmen mit Untersuchungen in Afrika. Die ersten Projekte waren die Goldbergwerke Kubi in Ghana und Tabakoto in Mali. Beide wurden jedoch verkauft, um das Gold- und Kupferbergwerk Bisha in Eritrea finanzieren zu können.

## Bisha
Das Vorkommen Bisha  (Biscia) ist eine Massivsulfiderz-Lagerstätte (VMS) und liegt etwa 150 km westlich von Asmara. Das Bergwerk wurde von 2008 bis 2010 erschlossen. In den ersten zwei Jahren ab Februar 2011 wurde Gold und seit 2013 wird Kupferkonzentrat produziert. Mitte 2016 sollen die Flotationsanlagen erweitert werden, um auch Zinkkonzentrat produzieren zu können.
Bisha besteht aus einer mittlerweile ausgeförderten Gold-Silber-Oxidzone in den oberen 35 m und darunter einem bis zu 475 m tiefen mineralisierten Bereich.